# George Walker (Komponist)

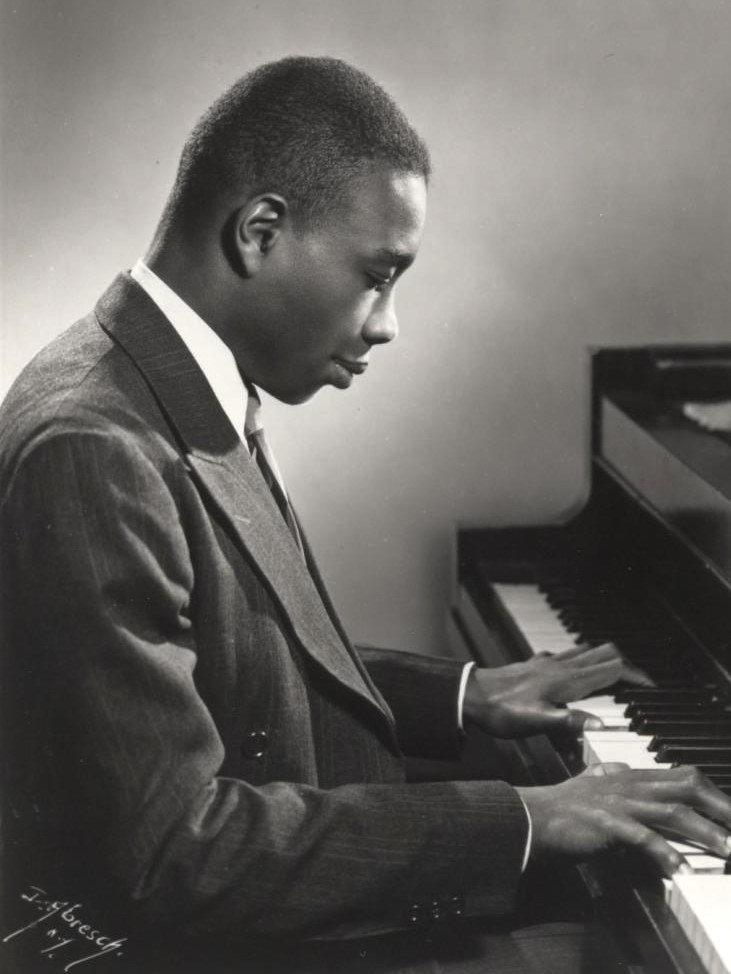
George Walker

George Theophilus Walker (* 27. Juni 1922 in Washington, D.C.; † 23. August 2018 in Montclair, New Jersey) war ein US-amerikanischer Komponist und Musikpädagoge.

## Werdegang
Walker hatte seit seiner Kindheit Klavierunterricht, besuchte das Junior Department of Music der Howard University und gab dort vierzehnjährig sein erstes Konzert. Ab 1937 studierte er Klavier bei David Moyer und Orgel bei Arthur Poister, am Oberlin College, das er 1941 als Bachelor of Music verließ. Am Curtis Institute of Music setzte er seine Ausbildung bei Rudolf Serkin und Mieczysław Horszowski (Klavier) sowie William Primrose und Gregor Piatigorsky (Kammermusik) fort und erhielt 1945 ein Diplom als Pianist und Komponist.
1956 erhielt er den Grad eines Doctor of Musical Arts an der Eastman School of Music. Danach ging er nach Frankreich, wo er bei Robert Casadesus studierte und privaten Unterricht bei Nadia Boulanger an der American Academy in Fontainebleau. Er unterrichtete an der Dillard University, der Dalcroze School of Music, der New School for Social Research, am Smith College, der University of Colorado und am Peabody Conservatory of Music der University of Delaware. Von 1969 bis zu seiner Emeritierung 1992 unterrichtete er, ab 1976 als Distinguished Professor an der Rutgers University. 1996 erhielt er als erster Afroamerikaner einen Pulitzer-Preis für Musik für das Stück Lilacs für Stimme und Orchester. 1999 wurde er in die American Academy of Arts and Letters gewählt.

## Werke
| - A babe is born für gemischten Chor, 1976 - A red, red rose für tiefe Stimme und Klavier, 1971 - Address for orchestra, 1959, 1995 - Antiphonys für Kammerorchester, 1968 - Bauble für Klavier, 1981 - Cantata, 1982 - Concerto für Klavier und Orchester, 1975 - Concerto für Posaune und Orchester, 1957 - Concerto für Cello und Orchester, 1981 - Dialogus für Cello und Orchester, 1976 - Elevation für Orgel, 1963 - 5 Fancys für Klarinette und Klavier zu vier Händen, 1974 - Folksongs für Orchester, 1990 - Give thanks unto the Lord für Frauenchor und Orgel, 1963 - Gloria in memoriam für Frauenchor und Orgel, 1963 - Hey nonny no für mittlere Stimme und Klavier, 1954 - I have no life but this für mittlere Stimme und Klavier - I went to heaven für mittlere Stimme und Klavier, 1953 - Idyl für Orchester, 1957 - In praise of folly für Orchester, 1980 - Lament für tiefe Stimme und Klavier, 1971 - Lilacs für Stimme und Orchester, 1995 - Lyric für Streichorchester, 1941 - Lyrics für gemischten Chor und Klavier, 1958 - Mass für Sopran, Alt, Tenor, Bass, Chor und Orchester, 1977 - Music for brass, sacred and profane, 1975 - Music for diverse instruments, 1981 - Music for three für Klavier, Violine und Cello, 1970 - O Lord God of hosts für gemischten Chor und Orgel, 1960 - O praise the Lord für gemischten Chor und Orgel, 1953 - Orpheus für Erzähler und Kammerorchester, 1994 - Pageant and proclamation für Orchester - Perimeters für Klarinette und Klavier, 1966 - 2 Pieces für Orgel - 3 Pieces für Orgel | - Poem für Sopran und Kammerensemble, 1986 - Poème für Violine und Orchester, 1991 - Praise ye the Lord für gemischten Chor und Orgel, 1963 - Prelude für Klavier, 1941 - Prelude and caprice für Klavier, 1975 - Quartet for strings, no. 1, 1945 - Quartet for strings, no. 2, 1967 - Response für mittlere Stimme und Klavier, 1953 - Serenata für Kammerorchester, 1983 - Sinfonia, 1984 - Sing unto the Lord für gemischten Chor und Klavier, 1963 - So we'll go no more a-roving für mittlere Stimme und Klavier, 1953 - Sonata für zwei Klaviere, 1963 - Sonata for piano, no. 1, 1953 - Sonata for piano, no. 2, 1957 - Sonata for piano, no. 3, 1975 - Sonata for piano, no. 4, 1984 - Sonata for violin & piano, no. 1, 1959 - Sonata for violin & piano, no. 2, 1979 - Sonata for violoncello & piano, 1957 - Songs für mittlere Stimme und Klavier, 1982 - Spatials für Klavier, 1961 - Spektra für Klavier, 1971 - Spires für Orgel, 1998 - Spirituals für Orchester, 1974 - Spirituals für mittlere Stimme und Klavier, 1975 - Stars für gemischten Chor und Klavier, 1953 - Sweet, let me go für mittlere Stimme und Klavier, 1954 - Symphony, 1961 - Tangents für Kammerorchester, 1999 - The bereaved maid für mittlere Stimme und Klavier, 1953 - Variations für Orchester, 1971 - Variations on a Kentucky folksong für Klavier, 1953 - Wind set für Bläserquintett, 1999 - With rue my heart is laden für mittlere Stimme und Klavier, 1953 |

## Quelle
- AfriClassical - George Walker (b. 1922)